# أحمد مايغا
أحمد مايغا (مواليد 22 نوفمبر 1992) هو لاعب كرة قدم مالي من مواليد السعودية.
لعب سابقاً مع نادي المجزل وفي عام 2016 وقع لنادي القيصومة وعاد إلى نادي المجزل مطلع عام 2018، وفي صيف 2018 وقع مع نادي الوطني و انتقل إلى نادي الدرعية في عام 2019 .

## روابط خارجية
- أحمد مايغا على موقع قاعدة بيانات كرة القدم.إي يو (الإنجليزية)
- أحمد مايغا على موقع Soccerway.com (الإنجليزية)